# Мюнстерлинген
Мюнстерлинген (нем. Münsterlingen TG) — коммуна в Швейцарии, в кантоне Тургау.
Входит в состав округа Кройцлинген. Население составляет 2543 человека (на 31 декабря 2007 года). Официальный код — 4691.

## Персоналии
- Ауфзес, Ганс Филипп фон (1801—1872) — немецкий коллекционер, основатель Германского национального музея в Нюрнберге.